# 吕姆朗日
吕姆朗日（法語：Rumelange，[ʁymlɑ̃ʒ]，[ˈʁyːməl̩ɪŋən]，[ˈʀəməleŋ] ⓘ）是卢森堡西南部阿尔泽特河畔埃施县的一个具有城市地位的市镇，位于卢法边境。 

## 历史
市镇吕姆朗日于1891年9月25日脱离凯勒成立。

## 博物馆
一些不再运营的地下铁矿位于吕姆朗日。吕姆朗日是卢森堡国家矿业博物馆（法语：Musée National des Mines）的所在地。 

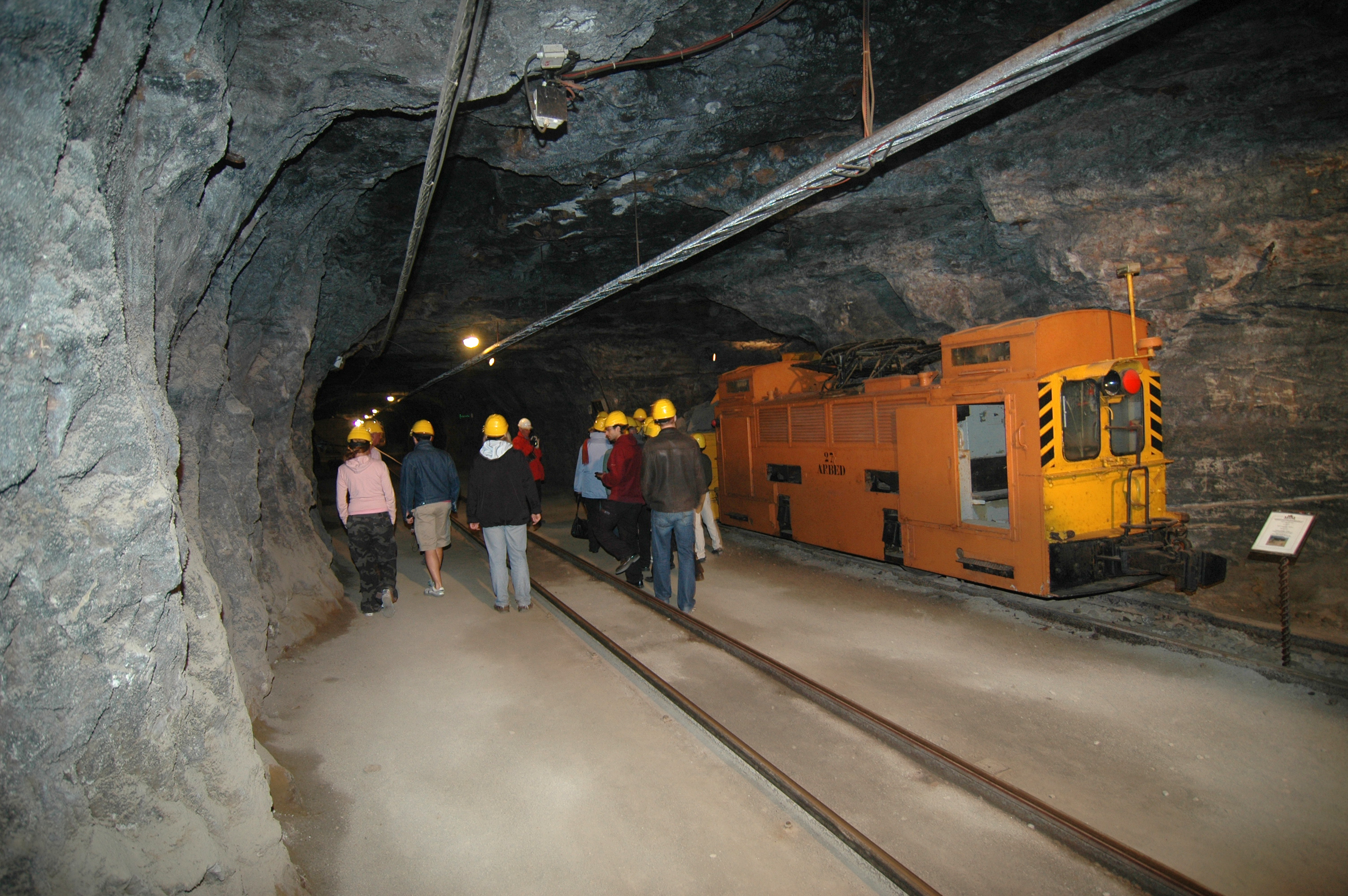
国家矿业博物馆内

## 著名人物
- 巴蒂·韦伯（1860年 – 1940年）：具有影响力的记者和作家
- 阿尔弗雷德·基弗 （Alfred Kieffer，1904-1987年），卢森堡足球运动员，参加1924年夏季奥运会
- 福尼·蒂森（Foni Tissen，1909年 – 1975年）是卢森堡的一名教师，并创作了超现实主义、黑色幽默的绘画作品
- 埃米尔·基施特（Emile Kirscht，1913年 - 1994年），卢森堡画家，卢森堡抽象艺术家组织Iconomaques的共同创始人[3]
- 埃内斯特·图桑（Ernest Toussaint，1908年 - 1942年），拳击手，曾参加1936年夏季奥运会；抵抗运动成员

## 姊妹城市
吕姆朗日与下列城市为姊妹城市：
- 蒙特內哥羅 佩特尼察